# Dolerus fumosus
Dolerus fumosus är en stekelart som beskrevs av Stephens 1835. Dolerus fumosus ingår i släktet Dolerus, och familjen bladsteklar. Enligt den finländska rödlistan är arten nära hotad i Finland. Arten är reproducerande i Sverige. Artens livsmiljö är ruderatmarker, vägrenar och banvallar.